# Fujii Kaze
Fujii Kaze (藤井 風?) (Satoshō, Okayama, 14 de junio de 1997) es un músico, compositor y pianista japonés.

## Biografía
Natural de Satoshō, en la prefectura de Okayama, es el menor de cuatro hermanos. Interesado desde joven por la música, ha estudiado piano por influencia de su padre y también aprendió a tocar el saxofón y el órgano eléctrico. A los 12 años abrió un canal de Youtube para subir videos de versiones a piano, algunas de las cuales se hicieron virales. Aunque dejó de publicar videos mientras estaba en el instituto para centrarse en su formación, retomó el canal después de graduarse. En 2019 se mudó a Tokio y desde entonces se ha dedicado profesionalmente a la música.
En mayo de 2020 publicó su primer álbum de estudio, Help Ever Hurt Never, editado por Universal Music. El trabajo tuvo buena acogida tanto de la crítica, que valoró la fusión de estilos musicales, como del público con más de 130.000 copias vendidas y el certificado de disco de oro. Una de las canciones incluidas, Shinunoga E-Wa, se convirtió en un éxito viral en redes sociales y hoy en día es su tema más escuchado en Spotify, con 600 millones de reproducciones. Su primera gira concluyó con un concierto en el Nippon Budokan.
En 2021 obtuvo su mayor éxito con la publicación de Kirari, cuyo sencillo obtuvo una triple certificación de platino y sobrepasó los cien millones de reproducciones. Kaze la interpretó en su debut en el Kōhaku Uta Gassen, el festival musical de televisión más prestigioso de Japón.
Un año después publicó su segundo disco, Love All Serve All, que vino acompañado del sencillo Matsuri. Este álbum superó las 200.000 copias vendidas y obtuvo la certificación de platino. Además, el autor obtuvo reconocimiento fuera de sus fronteras gracias a su participación en el programa Tiny Desk Concerts. En 2024 completó el aforo del Estadio Nissan con más de 140.000 espectadores en dos conciertos, y también ha realizado numerosas actuaciones en Estados Unidos, Europa y el Sudeste Asiático, ya consagrado como uno de los nuevos exponentes de la música japonesa.

## Estilo
Fujii Kaze se caracteriza por escribir y componer todas sus canciones. En buena parte de sus éxitos ha contado con la colaboración del productor Yaffle. Su estilo musical ha sido definido como «fresco pero familiar», muy influenciado por la música occidental pero también por el pop de la era Shōwa (Kayōkyoku) y géneros como el enka y el j-pop, lo que convierte a su sonido en algo fácilmente asociable a Japón. A nivel internacional, su impacto ha sido comparado al de otras artistas japonesas como Hikaru Utada.

## Discografía

### Álbumes de estudio
- Help Ever Hurt Never (2020)
- Love All Serve All (2022)